# Piel morena
"Piel Morena" é uma canção escrita por Kike Santander, produzido por Emilio Estefan Jr. e gravado por Thalía. Foi lançado como o primeiro single de seu quarto álbum de estúdio En éxtasis, que foi sua estréia internacional. Este é seu primeiro single pela gravadora EMI. É reconhecido como uma das canções de assinatura de Thalia.
O single se tornou um enorme sucesso da Thalia, alcançando o número sete no Hot Latin Tracks da Billboard, e número um no The Latin America United Chart. Essa música abriu as portas para sua carreira internacional na América Latina e na Europa. Tornou-se um fenômeno de popularidade no mercado latino e intensificou as comparações de Thalia, tornando se conhecida como a "Madonna Latina". "Piel Morena" foi remixada por Os hitmakers, e por Emilio Estefan Jr. "Piel Morena" recebeu uma indicação para a categoria Canção Pop do Ano no Premio Lo Nuestro de 1996.

## Remixes
- Versão Álbum[5]
- Remix de Pablo Flores (En Éxtasis) [5][6]
- Edição Hitmakers (Por Amor)
- Edição Hitmakers Club (Thalia's Hits Remixed) [7]
- Versão Banda (Thalía con banda - Grandes éxitos) [8]
- Remix de Emilio (Thalía con banda - Grandes éxitos) [8]

## Desempenho comercial
"Piel morena" recebeu atenção de críticos e clientes depois das altas vendas de airplay. Tornou-se um número a ser lançado no mercado latino, e foi sua primeira música a aparecer nas paradas da Billboard.

## Desempenho nas tabelas musicais

### Posições
| Chart (1995)                                        | Maior posição |
| --------------------------------------------------- | ------------- |
| Estados Unidos (Billboard Hot Latin Songs)          | 7             |
| Estados Unidos (Billboard Latin Pop Airplay)        | 4             |
| Estados Unidos (Billboard Regional Mexican Airplay) | 11            |